# Maskerad agent
Maskerad agent (engelska: The Counterfeit Traitor) är en amerikansk spionfilm från 1962 i regi av George Seaton.
Filmen är baserad på Alexander Kleins roman med samma namn.

## Handling
Svenskamerikanen Eric Erickson pressas av de allierade att utnyttja sina kontakter inom den tyska oljeindustrin och vidarebefordra informationen till sin brittiske kontakt..

## Rollista i urval
- William Holden - Eric Erickson
- Lilli Palmer - Marianne Möllendorf
- Hugh Griffith - Collins
- Erica Beer - Klara Holtz
- Eva Dahlbeck - Ingrid Erickson
- Helo Gutschwager - Hans Holtz
- Ulf Palme - Max Gumpel
- Werner Peters - Bruno Ulrich
- Carl Raddatz - Otto Holtz
- Charles Regnier - Wilhelm Kortner
- Ernst Schröder - baron Gerhard von Oldenburg
- Ingrid van Bergen - Hulda Windler
- Wolfgang Preiss - överste Martin Nordoff
- Klaus Kinski - Kindler
- Erik Schumann - löjtnanten
- Poul Reichhardt - skepparen på fiskebåten
- John Wittig - Sven
- Kai Holm - Gunnar